# Balerejo (Dempet)
Balerejo is een bestuurslaag in het regentschap Demak van de provincie Midden-Java, Indonesië. Balerejo telt 3760 inwoners (volkstelling 2010).